# Evorthodus
Evorthodus és un gènere de peixos de la família dels gòbids i de l'ordre dels perciformes.

## Taxonomia
- Evorthodus lyricus (Girard, 1858)[2]
- Evorthodus minutus (Meek & Hildebrand, 1928)[3][4][5][6][7][8][9]